# Ramiro Árciga
Ramiro Árciga Zárate (ur. 30 sierpnia 2004 w La Piedad) – meksykański piłkarz występujący na pozycji ofensywnego pomocnika, reprezentant Meksyku, od 2025 roku zawodnik Tijuany.